# Vegas Pro
O VEGAS Pro, mais conhecido como Sony Vegas, é um software de edição não linear da MAGIX (originalmente publicado pela Sonic Foundry e depois pela Sony Creative Software, até ser comprado pela MAGIX em 2016) que combina edição de vídeo em tempo real de alta qualidade e fidelidade com manipulação de áudio - além de estéreo - em 5.1 surround para Home Theater ou Cinema, tanto em AC3 (Dolby Digital) quanto DTS. Apresenta diversos plugins e é considerado, dentre os programas de edição, um dos melhores junto do Adobe Premiere e Media Composer.
Nascido como editor de áudio, quando ainda propriedade da Sonic Foundry, foi aprimorado rumo à edição não-linear a partir da versão 2.0 e após a aquisição da empresa pelo grupo Sony em 2003. Essa característica eleva a edição de áudio do editor em relação a outros softwares similares, estes, criados inicialmente como editores de vídeo. Após anos sendo desenvolvida pela Sony, o software foi adquirido pela MAGIX em 24 de maio de 2016, e a nova proprietária é a responsável pelas atualizações do programa desde então.
Renderiza em quase todos os formatos, sendo, também, capaz de produzir material em alta-definição e, recentemente, trabalhar com arquivos de cinema digital 2K e 4K (quanto à resoluções de vídeo) do gênero ".R3D" (originários de câmeras de cinema digital RED).
Embora não seja tão usado em TV e Cinema (que normalmente trabalham com outros softwares, como o Avid Media Composer e Adobe After Effects), era principalmente utilizado nos filmes da Columbia, devido ao estúdio ser propriedade da Sony Pictures Entertainment. Com seu preço relativamente atraente e interface intuitiva, na atualidade, torna-se popular entre os produtores audiovisuais independentes, como vloggers e editores que utilizam filmes e, com isso, cresce a comunidade de internautas usuários do software - fato este que ajuda na disseminação de informações e técnicas. Por isso, é possível encontrar diversos tutoriais online feitos por usuários independentes para ajudar outros com menos experiência.

## Recursos
O VEGAS Pro, como muitos editores de vídeo da atualidade, oferece edição não-destrutiva de qualquer formato de vídeo reconhecido por ele, ou seja, os arquivos são manipulados sem alterar o conteúdo de suas fontes. Suporta vídeos em alta definição (HD, High Definition), 2K e 4K originários de câmeras RED, ilimitadas trilhas de áudio e vídeo e qualquer proporção de vídeo (4:3, 16:9, etc.) ou pixel, sob inúmeras taxas de quadros por segundo (23.97, 24, 25, 29.97, 30, etc.). Essas informações podem ser configuradas a qualquer momento durante a edição. Reconhece, também, câmeras que utilizam interface digital Firewire, podendo captar com qualidade o vídeo sem a necessidade de outros programas.
É capaz de manipular áudio de alta-definição 24-bit/192 kHz, com mais de 30 efeitos customizáveis incluídos no software. Possibilita, também, edição de trilhas multi-canal 5.1 com suporte ao Codec AC3 da Dolby Laboratories (popularmente conhecido como Dolby Digital) e DTS; incluindo alteração das posições do áudio surround utilizando keyframes
Possui ferramentas de criação de caracteres, transições convencionais ou 3D, filtros de áudio e vídeo e um sistema de composição 3D acima da média, com arranjo espacial de múltiplos planos e utilização de “keyframes”. A utilização de '
“keyframes” se dá em praticamente qualquer recurso disponível no software, tais como efeitos visuais, caracteres, mídias geradas, composição 2D ou 3D e controles de máscaras, posição, rotação e tamanho.
Não precisa de hardware específico para funcionar corretamente, fazendo com que o programa seja compatível com qualquer computador que consiga rodar versões do Windows a partir do XP. Entretanto, por tratar-se de um editor de vídeo, recomenda-se uma quantidade de memória RAM e de vídeo razoável, já que, para manipular arquivos de vídeo adequadamente, elas são bastante requisitadas.

## Interface
As principais janelas da interface ainda ficavam em posições verticais diferentes dos outros editores não-lineares, por exemplo: a linha do tempo (Timeline) localizava-se acima da janela de visualização do projeto (Preview).
Esse fato curioso está diretamente ligado às suas origens como editor de áudio, pois, em outros programas da antiga Sonic Foundry - que foi adquirida pela Sony e posteriormente pela MAGIX - como o Sound Forge (editor de áudio profissional), esta configuração visual ainda está presente.
Por definição, a interface invertida do Sony Vegas prosseguiu até a versão 7.0. A partir do Sony Vegas Pro 8.0, lançado em Setembro de 2007, torna-se padrão a linha do tempo abaixo da janela de visualização do projeto, como na maior parte dos softwares de edição de vídeo. A antiga interface continua a existir, mas como uma função adicional a ser decidida pelo usuário.
Principais componentes da interface:
- Browser:

Janela localizada no canto esquerdo da tela. Nela, há várias abas com diversas funções, tais como navegar pelos arquivos do projeto (Project Media), explorar arquivos armazenados nas pastas do computador (Explorer), transições de vídeo (Transitions), efeitos visuais (Video FX) e gerador de caracteres e mídias (Media Generators).
- Trimmer:

Antes opcional, a partir da versão 9.0, torna-se presente na interface do software. A janela de trimmer não costuma ser utilizada de maneira extensiva no VEGAS, suas propriedades são mais exploradas em editores como Final Cut Pro e Adobe Premiere. Porém, possui como principais funções a visualização - sem a necessidade de utilizar a linha do tempo - dos arquivos de projeto depositados na aba Project Media e pré-edição do material a ser manipulado, com a possibilidade de cortes e consequente criação de novos trechos. Localiza-se ao lado do Browser.
- Preview:

Janela que, possivelmente, faz parte de todos os softwares de edição de vídeo. Nela, as mídias manipuladas na linha do tempo, incluindo todas as suas alterações, podem ser visualizadas. Na versão 9.0, a qualidade da reprodução, antes definida manualmente pelo usuário, ganha um recurso automático, que aumenta ou diminui a definição de acordo com o poder de processamento do computador. Continua, claro, havendo a possível alteração manual entre os diferentes modos de reprodução.
- Timeline:

Coração da edição de vídeo, esta região, na tela, localiza-se abaixo de todas as outras janelas e/ou funções acima citadas. Costuma ocupar toda a extensão horizontal da tela e metade da proporção vertical. Na Timeline (em português, Linha do Tempo), todas as mídias do projeto são manipuladas. O resultado dessa manipulação, de cortes e transições à efeitos especiais e caracteres, é o arquivo de vídeo editado.

## Versões

### VideoFactory
A  Sonic Foundry Inc anuncia no dia 18 de Setembro de 2000 o seu software de edição de vídeo com o nome comercial VideoFactory. Usando as mesmas tecnologias do Sonic Foundry's Vegas, esta versão inclui novas características de edição como:
- Conjunto de centenas de vídeo clipes em Royalty-free para uso.
- Imagens estáticas para fundo.
- Efeitos sonoros e músicas de fundo.
- Suporte para encode nos formatos RealMedia, Windows Media, AVI, MPEG-1 and MPEG-2, e QuickTime.
- Importação de arquivos do tipo BMP, JPEG, GIF, MP3 e WAV.

### VideoFactory 2
No dia 23 de Julho de 2001 é anunciado a nova versão do VideoFactory com as seguintes características:
- Novas transições de vídeo
- Melhorias na animação dos textos
- Possibilidade de gerar arquivos VideoCD e Data CD
- Tutoriais interativos

### Vegas Video 3
Lançamento do Vegas Video 3 é anunciado na DV Expo 2001 no dia 03 de Dezembro de 2001.
Sonic Foundry Inc anuncia no dia 23 de Setembro de 2002 o primeiro seminário para orientar usuários à maximizar o uso das ferramentas ACID PRO 4,  Sound Forge 6 e Vegas Video 3. Os tópicos discutidos foram:
- Básico de vídeo digital
- Truques de luzes
- Gerenciamento e captura de arquivos
- Método de composições
- Mixagem de áudio e geração de multimídia.

### Vegas 4 beta
A empresa Sonic Foundry Inc anuncia no dia 16 de Janeiro de 2003 a liberação do Vegas 4.0 beta e no dia 06 de Fevereiro de 2003 anuncia o lançamento da versão final.

### Vegas 5
Sony Creative Software anuncia o Sony Vegas 5 no dia 10 de novembro de 2004 com suporte as câmeras HVR-Z1U e HVR-M1OU VTR.

### Vegas 6
A empresa Sony Creative Software anuncia no dia 18 de Abril de 2005 a liberação do Vegas 6 com o nome comercial de Vegas+DVD Production Suite.

### Vegas 7
Anunciado a nova versão do Vegas na feira IBC no dia 07 de Setembro de 2006.
- Melhorias em HDV 1080i.m2t
- Suporte 1080i 24p I/O e 720p
- Importação e exportação em alta qualidade H.264 AVC/ACC
- Redução dos olhos vermelhos
- Extração do áudio 5.1
- Melhorias na pré-visualização
- Customização do teclado

### Vegas Pro 8
Lançado em 30 de Agosto de 2007 e agora comercialmente vendido como Sony Vegas Pro 8.0, esta versão ofereceu melhor integramento de todas as fases da edição de vídeo, áudio, criação de DVD e produção de broadcast em um único pacote. Neste o usuário poderia editar e processar DV, AVCHD, HDV, SD/HD-SDI, e todos os formatos de XDCAM em tempo real.

### Vegas Pro 9
Em 20 de Abril de 2009, o Sony Vegas Pro 9.0 é lançado com o diferencial de suporte a câmeras digitais de cinema, que incluíram:
- suporte a resolução de 4K
- suporte nativo para câmeras profissionais como Red e XDCAM EX

A última versão do Sony Vegas Pro 9.0 foi a 9.0d (lançada em 12 de Abril de 2010), que incluía suporte a arquivos PSD do Photoshop e melhorias na importação de arquivos no formato da Sony XDCAM MXF.

### Vegas Pro 10
Lançado em 11 de Outubro de 2010, o Sony Vegas Pro 10 apresentava novas características como:
- Edição estereoscópico 3D
- Edição de legendas
- Melhora no uso do acelerador de GPU através da tecnologia NVIDIA. Com o lançamento do Vegas Pro 10d, o apoio foi estendido para alguns GPUs AMD com a tecnologia OpenCL GPGPU API.
- Estabilização de Imagem
- Edição de áudio
- Gestão das trilhas
- OpenFX e novos plugins
- correções e mudanças no visual do programa.

### Vegas Pro 11
O Sony Vegas Pro 11 foi anunciado no dia 09 de Setembro de 2011 e lançado no dia 17 de Outubro de 2011.
Nesta atualização foi melhorada a aceleração de decodificação de vídeo GPGPU, adição de novos efeitos, playback, composição de trilhas, melhorias no pan/crop, transições de vídeo e animação.
Outras melhorias incluíram ferramentas de texto, estereoscópico 3D, suporte de fotos do tipo RAW, e novos mecanismos de sincronização de eventos.
A partir desta versão o Vegas Pro 11 deixou de ser suportado para o sistema operacional Windows XP.

### Vegas Pro 12
Anunciado no dia 07 de Setembro de 2012 na feira IBC  e lançado no dia 10 do mesmo mês, o Sony Vegas Pro 12 apresenta às seguintes novidades:
- Adição de novos plug-ins.
- Color Match permite que você automaticamente combinar com a cor entre os clipes.
- Dimensionalidade na camada permite você adicionar profundidade ao vídeo e imagens que contêm transparência.
- Ferramentas adicionais para criação de máscaras retangulares e ovais e para mover, escala, rotação.
- Adicionado suporte para a renderização do novo OpenFX GPU.
- Adicionado novos plug-ins de áudio, como redução de reuídos e suporte de 64 bits Gracenote.
- É possível atribuir um som de aviso quando o render finaliza.
- Todo o design do programa foi refeito.
- Você pode editar múltiplos arquivos.
- Novo campo de procura de arquivos.
- Melhoria na importação de vídeos e áudios para o projeto atual.
- As miniaturas (thumbnail) do projeto são atualizados.
- Múltiplas colunas e janelas são suportadas.
- Adição de suporte para o Intel Quick Video quando renderizado em um equipamento que suporta processadores Intel.
- Adicionado novos templates, como o de Blu-ray Disc.
- Adicionado suporte para AVCHD 2.0.
- Adicionado suporte de vídeo para o formato da Sony MXF HDCAM SR.
- Adicionado suporte de leitura para arquivos da Panasonic P2 e formatos DV, DVCPRO, DVCPRO25, DVCPRO50, DVCPRO-HD, e AVC-Intra.
- Nova configurações de espaço de cores podem ser feitas nas propriedades de mídia e modelos de renderização personalizadas.
- A visão definição de transformação é feita em propriedades do projeto.
- Melhorias de interação na timeline.
- Importação e exportação para novos formatos como o Final Cut Pro X.
- Suporte S-Log.
- Novos formatos de renderização.

O Vegas Pro 12 é exclusivo para sistemas operacionais Windows de x64.

### Vegas Pro 13
Anunciado no dia 7 de Abril de 2014, esta versão apresenta novas ferramentas colaborativas e a simplificação no fluxo de trabalho em três configurações:
- Vegas Pro 13 Edit: Vídeo e produção de Áudio
- Vegas Pro 13: Vídeo, Áudio, e criação de trabalhos em Blu-ray
- Vegas Pro 13 Suite: Edição, Autoria de Discos e Efeitos Visuais

### VEGAS Pro 14
Anunciado no dia 20 de setembro de 2016, quatro meses após a aquisição das ações da Sony Creative Software, a MAGIX lançou a nova versão do software, que deixou de ser associado à antiga marca e passou a chamar-se apenas VEGAS Pro 14. Entre os novos recursos, estão o escalonamento em 4K, a automação de funções através de scripts, suporte às mais recentes câmeras RED, assim como várias outras correções de problemas e diversos outros recursos.

### VEGAS Pro 15
Lançado em 28 de Agosto de 2017, Vegas Pro 15 apresenta grandes mudanças na interface do usuário que alegam trazer melhorias de usabilidade e personalização, foi a primeira versão do VEGAS Pro a ter um tema escuro, também permite velocidades de edição mais eficientes, incluindo a adição de novos atalhos para agilizar a edição. Vegas Pro 15 inclui suporte para Intel Quick Sycn Video (QSV) e outras tecnologias, bem como vários outros recursos. Introduziu o ícone do VEGAS Pro como V.

### VEGAS Pro 16
Lançado em 27 de agosto de 2018, Vegas Pro 16 tem alguns novos recursos, incluindo backup de arquivos, rastreamento de movimento, estabilização de vídeo aprimorada, edição 360° e suporte HDR.

### VEGAS Pro 17
Lançado em 5 de agosto de 2019. Ele contém estes novos recursos:
- Cronogramas aninhados
- Estabilização de vídeo aprimorada
- Planar rastreamento de movimento/rastreamento de vídeo
- Edição de divisão inteligente
- Interação dinâmica com storyboard e linha do tempo
- Bézier mascarando OFX-Plugin
- Plug de correção de lente
- Plug-in Picture-in-Picture OFX aprimorado
- Criador automático de apresentação de slides
- Captura de tela
- Edição multicâmera aprimorada
- Graduação de cor aprimorada
- Duração do show
- Leitor experimental MKV

### VEGAS Pro 18
Lançado em 3 de agosto de 2020. Novos recursos:
- Painel Motion Tracker
- Janelas de Video FX, Transições e Gerador de Mídia aprimoradas
- Formato de pixel de 8 bits (faixa completa)
- Plug-in Black Bar Fill
- Plug-in Denoiser
- Plug-in de controle de oscilação
- Plug-in de transferência de estilo
- Verificação de atualização do driver da placa gráfica integrada
- O FX de correção de lente tem um fator de zoom adicional
- Exportar e importar as preferências do VEGAS Pro
- Utilitário de captura de tela retrabalhado VEGAS Capture
- Salvar incremental
- Uma caixa de diálogo de progresso de renderização mais detalhada
- Trocar arquivos de vídeo
- Novas opções de Video Scopes
- VEGAS Prepare
- Janela do explorador do VEGAS Hub
- Modo alternativo de alta DPI
- Ajuste de exposição logorítmica
- Mais alguns recursos legados estavam ocultos por padrão, use Preferências>Recursos obsoletos
- Alças de borda de evento

Vegas 18 tem sofrido de séries problemas de estabilidade, deixando-o com uma pontuação de avaliação positiva de 35% na plataforma de distribuição Steam.

## Recepção
As principais emissoras têm utilizado o software, incluindo Nightline com Ted Koppel. Vários vencedores de festivais de cinema usaram Vegas para cortar seus filmes. Também é frequentemente usado por muitos pequenos e médios criadores de conteúdo da Internet devido à sua facilidade de uso, popularidade e disponibilidade de tutoriais sobre o software.

## Produtos relacionados
A versão do Vegas Movie Studio para o consumidor (anteriormente chamada VideoFactory e Screenblast) compartilha a mesma interface e base de código subjacente que a versão profissional Vegas, mas não inclui recursos profissionais, como ferramentas de composição avançadas ou autoria avançada de DVD/Blu-ray Disc. Em versões anteriores, a parte de edição de vídeo da suíte profissional podia ser adquirida separadamente do software de autoria de DVD e Blu-ray da Sony, DVD Architect Pro (anteriormente chamado de DVD Architect; DVD Architect Studio é a versão para o consumidor), então um pacote chamado 'Vegas + DVD' ficou disponível enquanto o Vegas 7 estava lançado. Desde o lançamento do Vegas Pro 8.0, tanto DVD Architect Studio Pro 4.5, Vegas Pro 8.0, quanto Boris FX LTD e Magic Bullet Movie Looks HD estão todos agrupados e não podem ser adquiridos individualmente. Catalyst Production Suite é uma nova linha de software de preparação e edição de vídeo lançada pela Sony Creative Software.